# Fontana di Ponte Sisto

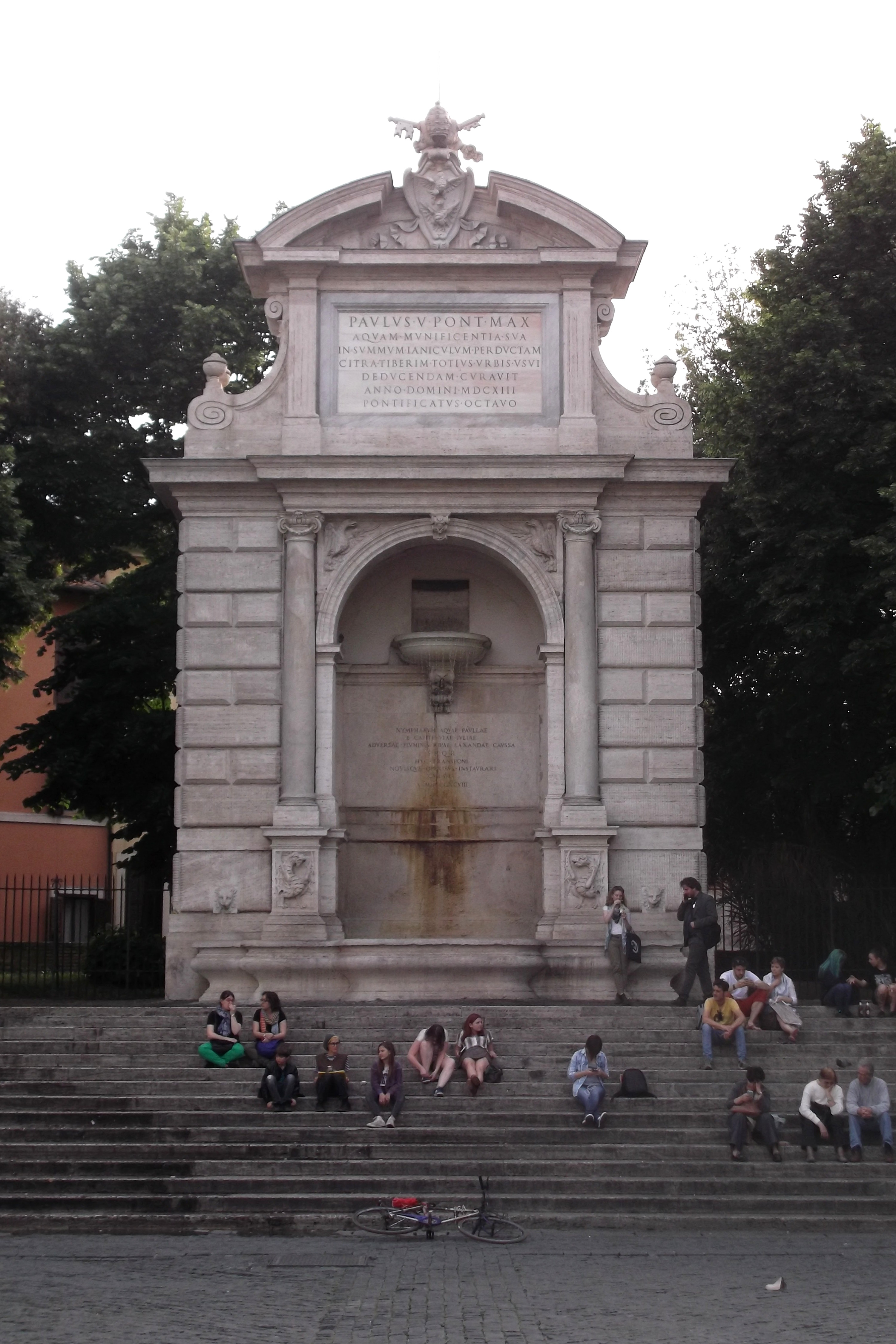
La fontana di Ponte Sisto

La fontana di Ponte Sisto, nota anche come fontana (o “fontanone”) dei Cento Preti, si trova a Roma, in piazza Trilussa.

## Storia
All'inizio del XVII secolo le aree a destra del Tevere erano ancora scarsamente approvvigionate d'acqua, e la dotazione idrica delle zone di Trastevere, del Vaticano e di Borgo fu uno dei primi problemi affrontati dal papa Paolo V appena eletto. In realtà, come già per alcuni dei suoi recenti predecessori, il fine ultimo del pontefice era di poter disporre di una cospicua riserva d'acqua corrente per i giardini della sua residenza vaticana, ma il Comune di Roma accettò di contribuire alle spese per il ripristino dell'antico acquedotto Traiano che, ricevendo acqua dal lago di Bracciano, avrebbe consentito l'autonomia idrica delle zone a destra del fiume. Iniziati i lavori nel 1608, nel 1610 fu portato a termine il progetto principale, al quale vennero aggiunte alcune condotte secondarie che consentissero all'acqua di raggiungere, tra l'altro, il Vaticano.
I quartieri del lato sinistro del Tevere erano ormai serviti dalle varie ramificazioni degli acquedotti “Vergine” e “Felice”, ma in alcune zone la pressione dell'acqua era estremamente bassa. Era il caso del rione Regola nel quale sorgeva, edificato circa un ventennio prima da papa Sisto V, un complesso comprendente un ospizio ed un ospedale per poveri, proprio allo sbocco di Ponte Sisto, e quindi praticamente in linea retta con il punto terminale dell'acquedotto appena terminato. Si provvide quindi a prolungare il condotto principale fino a valle, facendogli poi attraversare il fiume appoggiando la conduttura sul ponte. Raggiunto il complesso ospedaliero, allora denominato “Ospizio dei Cento Preti”, fu commissionata anche l'edificazione di una fontana che, tra l'altro, ricordasse con un'epigrafe l'intervento del pontefice.

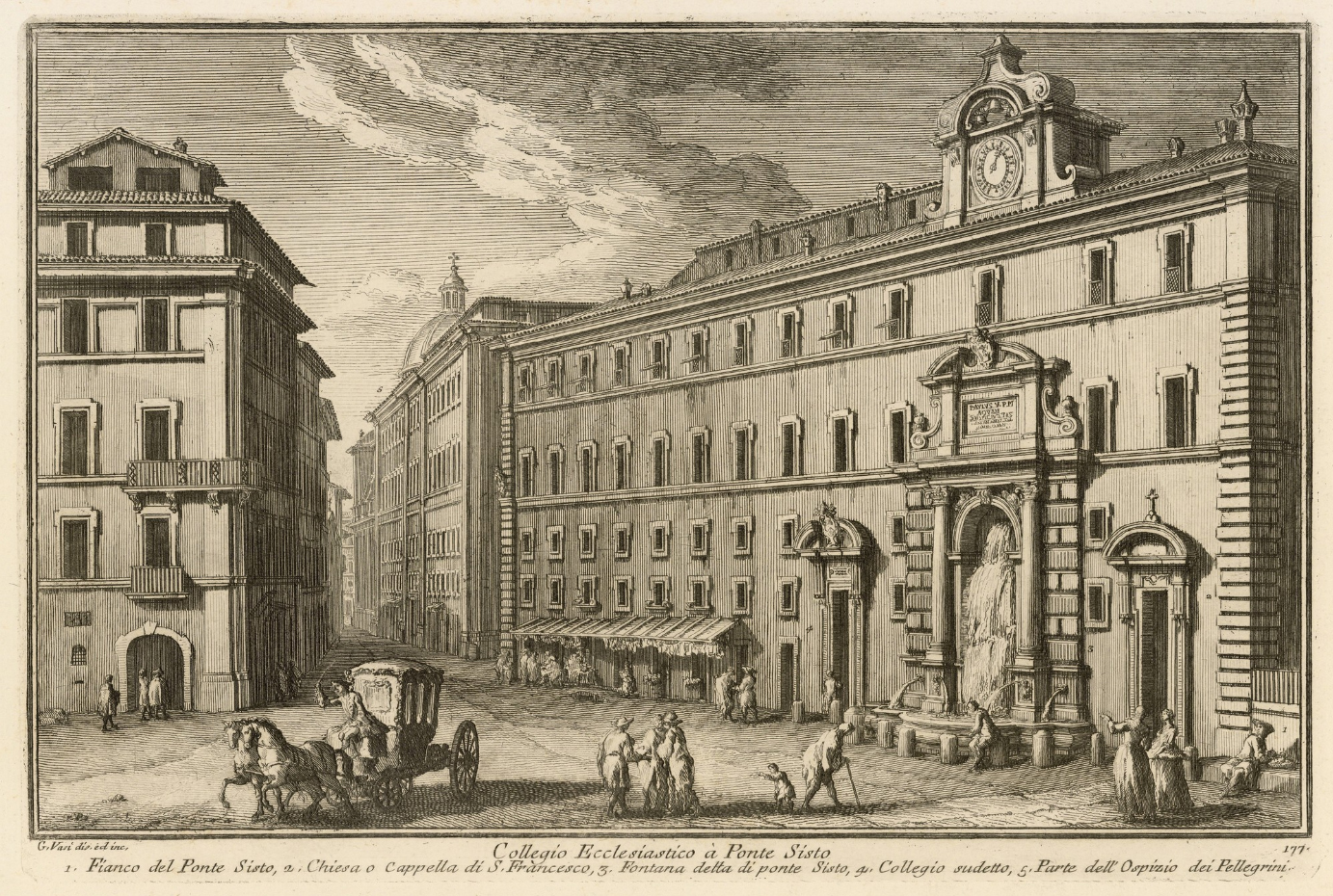
Il fontanone dei Cento Preti nella sua collocazione originaria – Incisione di G. Vasi

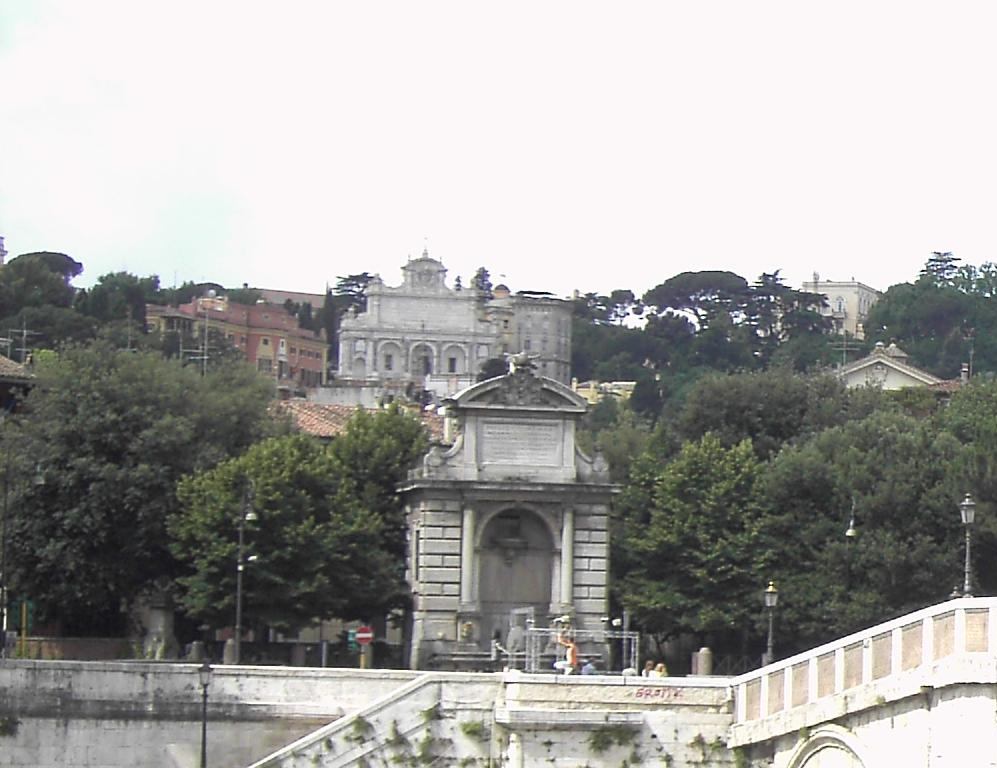
Fontanoni dell'Acqua Paola al Gianicolo e a Ponte Sisto

L'opera fu realizzata da Giovanni Vasanzio, con la collaborazione di Giovanni Fontana per la parte idraulica, e fu terminata nel 1613. Si trattava di una grande nicchia, delimitata da due colonne in marmo appoggiate su una parete bugnata in blocchi di travertino, in cima alla quale era l'iscrizione commemorativa, sormontata dallo stemma pontificio. Nella parte alta della nicchia una grande bocca versava abbondante acqua in un piccolo catino, dal quale tracimava in una vasca sottostante, che riceveva altra acqua, con uno zampillo incrociato, dalle fauci di due draghi alati posti ai lati, alla base delle colonne, mentre due teste di leone versavano altra acqua dalle estremità della vasca. Intorno alla fontana un'area di rispetto era delimitata da un'inferriata sorretta da sei colonnine in granito rosso.
Di seguito il testo dell'iscrizione:
AQVAM MVNIFICENTIA SVA

IN SVMMVM IANICVLVM PERDUCTAM

CITRA TIBERIM TOTIVS VRBIS VSVI

DEDVCENDAM CVRAVIT

ANNO DOMINI MDCXIII

PONTIFICATVS OCTAVO»
Intorno al 1880 l'ospizio fu demolito, a causa dei lavori per la costruzione dei muraglioni del Tevere, e la fontana smontata. Ma nel 1898 venne recuperata e ricostruita esattamente all'altra estremità del ponte, nella piazza dove attualmente si trova, disposta in cima ad una scalinata. Se ne occupò l'architetto Angelo Vescovali, che però poté recuperare solo poco più della metà dei materiali originari. Un'altra iscrizione, sotto la nicchia, ricorda l'avvenimento.
In tempi recenti la portata d'acqua è stata ridotta in maniera consistente, e la fontana che era stata ideata grazie ad un incremento idrico al di là del fiume, soffre ora dello stesso problema che aveva contribuito a risolvere: il catino superiore è secco, come le fauci dei leoni, e gli zampilli dai due draghi sono ridotti al minimo, con una pressione che, lungi dal consentire il caratteristico incrocio di un tempo, produce solo due deboli rivoli d'acqua.
La nuova posizione ha però creato una panoramica di sicuro effetto: dal lato di Ponte Sisto da cui è stata rimossa, si possono vedere, sull'altra sponda del fiume, praticamente una sopra l'altra, la fontana dei Cento Preti e, più in alto, in cima al Gianicolo, il “fontanone” dell'Acqua Paola.